# Bracon uelleburgensis
Bracon uelleburgensis är en stekelart som beskrevs av Szepligeti 1914. Bracon uelleburgensis ingår i släktet Bracon och familjen bracksteklar. Inga underarter finns listade.